# Капела-Нова
Капела-Нова (порт. Capela Nova) — муниципалитет в Бразилии. входит в штат Минас-Жерайс. Составная часть мезорегиона Кампу-дас-Вертентис. Входит в экономико-статистический микрорегион Барбасена, который входит в Кампу-дас-Вертентис. Население составляет 4834 человека на 2006 год. Занимает площадь 110,955 км². Плотность населения — 43,6 чел./км².
Праздник города — 2 января.

## История
Город основан 12 декабря 1953 года.

## Статистика
- Валовой внутренний продукт на 2003 год составляет 13 148 741,00 реалов (данные: Бразильский институт географии и статистики).
- Валовой внутренний продукт на душу населения на 2003 год составляет 2686,71 реалов (данные: Бразильский институт географии и статистики).
- Индекс развития человеческого потенциала на 2000 год составляет 0,712 (данные: Программа развития ООН).

## География
Климат местности: субтропический. В соответствии с классификацией Кёппена, климат относится к категории Cfa.